# يفغيني أوشاكوف
يفغيني أوشاكوف (بالروسية: Евгений Ушаков)‏ (26 سبتمبر 1992 - ) هو لاعب كرة قدم روسي في مركز الوسط. لعب مع FC Oryol ‏ وFC Zenit-Izhevsk ‏.

## وصلات خارجية
- يفغيني أوشاكوف على موقع قاعدة بيانات كرة القدم.إي يو (الإنجليزية)
- يفغيني أوشاكوف على موقع Soccerway.com (الإنجليزية)